# St. Johannes der Täufer und St. Johannes Evangelist (Schmachtenberg)
| Kirche St. Johannes der Täufer und St. Johannes Evangelist Schmachtenberg | Kirche St. Johannes der Täufer und St. Johannes Evangelist Schmachtenberg |
| ------------------------------------------------------------------------- | ------------------------------------------------------------------------- |
| Die Kirche von der Hauptstraße aus gesehen                                |                                                                           |
| Anzahl Glocken                                                            | 3                                                                         |

Die Kirche St. Johannes der Täufer und St. Johannes Evangelist ist ein barockes Kirchengebäude im Ortsteil Schmachtenberg des Marktes Mönchberg im unterfränkischen Landkreis Miltenberg, Regierungsbezirk Unterfranken in Bayern.

## Geschichte

### Kirche St. Michaelis in Grubingen

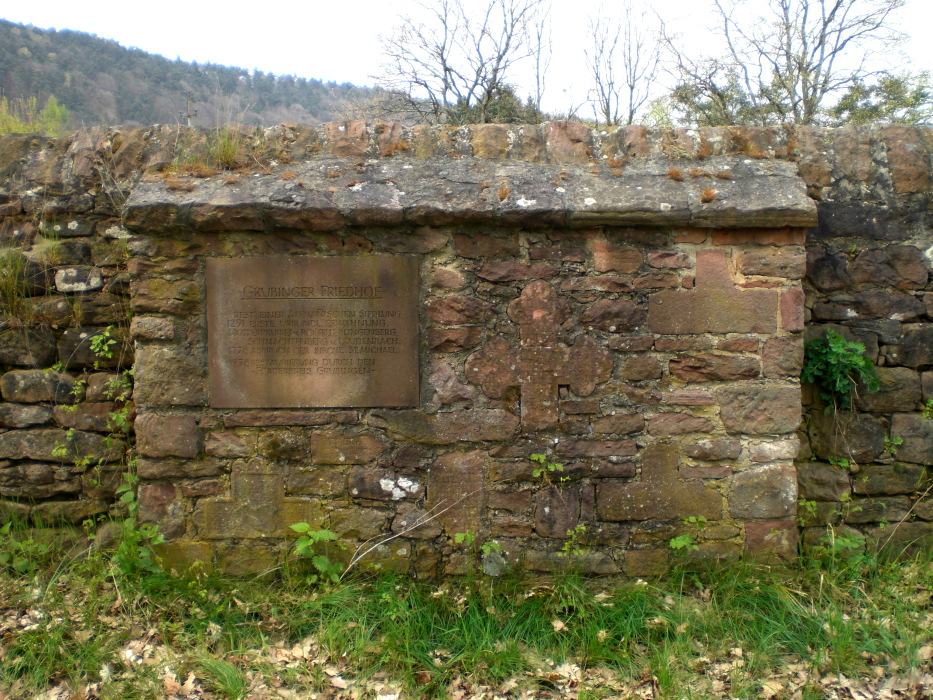
Gedenkstein an der Westwand des ehemaligen Friedhofs in Grubingen

Schmachtenberg wurde das erste Mal urkundlich im Jahr 1298 erwähnt. Bis heute ist Schmachtenberg ein relativ kleiner Ort mit etwa 400 Einwohnern geblieben. Kirchlich gehörte Schmachtenberg mit Klingenberg, Röllfeld, und Laudenbach anfangs als Filiale zu der Pfarrei St. Michaelis in Grubingen, bis das Dorf Grubingen Anfang des 16. Jahrhunderts möglicherweise wegen der Pest aufgegeben wurde. Die Schmachtenberger hatten den weitesten Weg zur Kirche und zum Friedhof. Die Kirche St. Michaelis existierte noch bis 1778, als sie wegen Baufälligkeit abgebrochen wurde. Heute sind nur noch Reste von Mauern des Friedhofes von dieser Ansiedlung bei Klingenberg zwischen Röllfeld und Großheubach an der heutigen Staatsstraße 2309 zu erkennen.

### Kirche in Klingenberg und die Marienkapelle
Schmachtenberg gehörte ab 1623 zu der Kirchengemeinde in Klingenberg. Ab etwa 1630 zur Zeit der Pest hatte Schmachtenberg den ersten eigenen Friedhof mit einem Beinhaus. Außerdem wurde dort eine eigene Marien-Kapelle errichtet. An dieser Stelle zweigt die Röllbacher Straße von der Dorfstraße ab. Ab 1740 gehörte Schmachtenberg dann zu der Pfarrei in Röllbach.

### Die neue Kirche

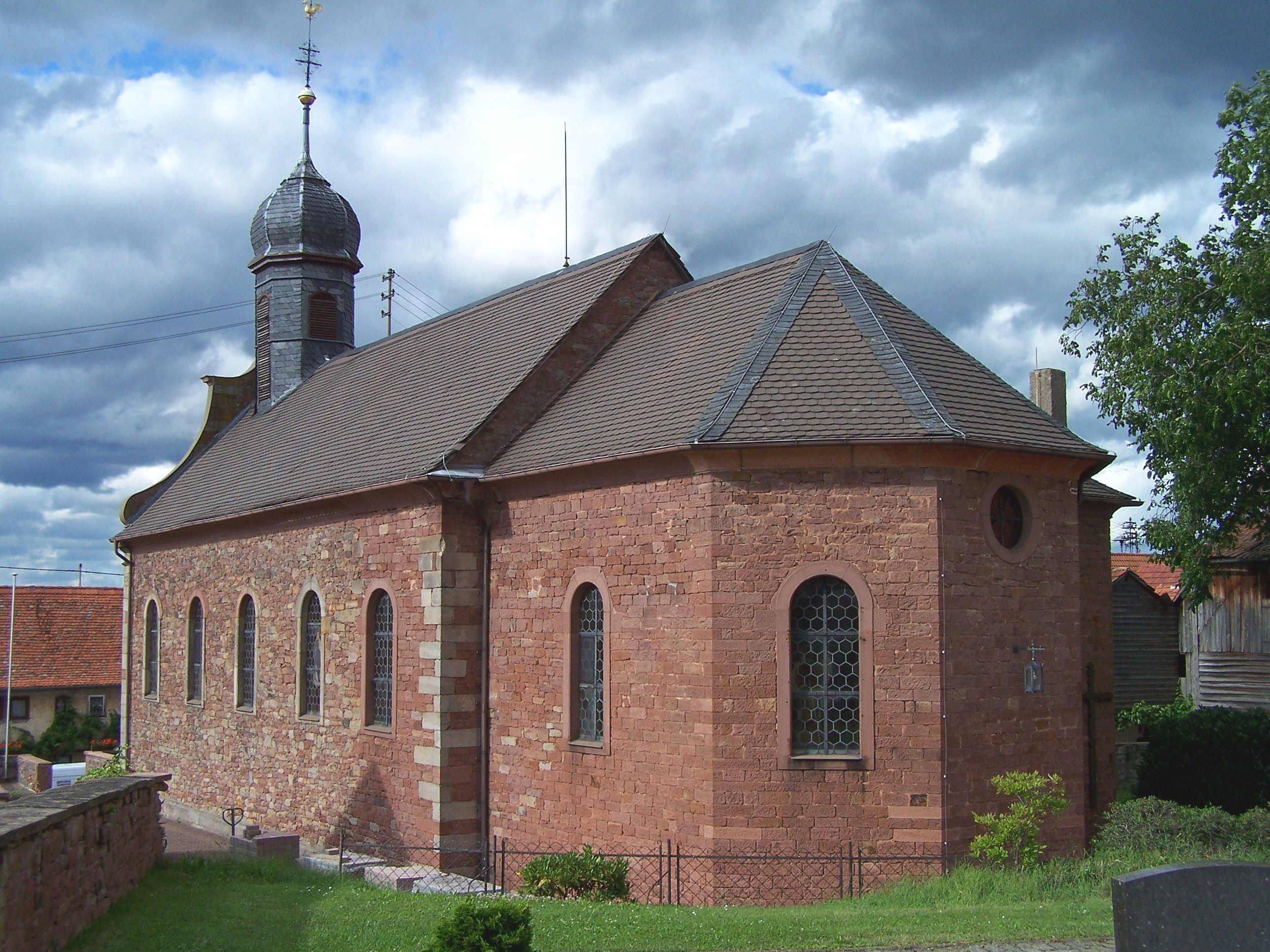
Die Kirche von Süden vom Friedhof aus gesehen

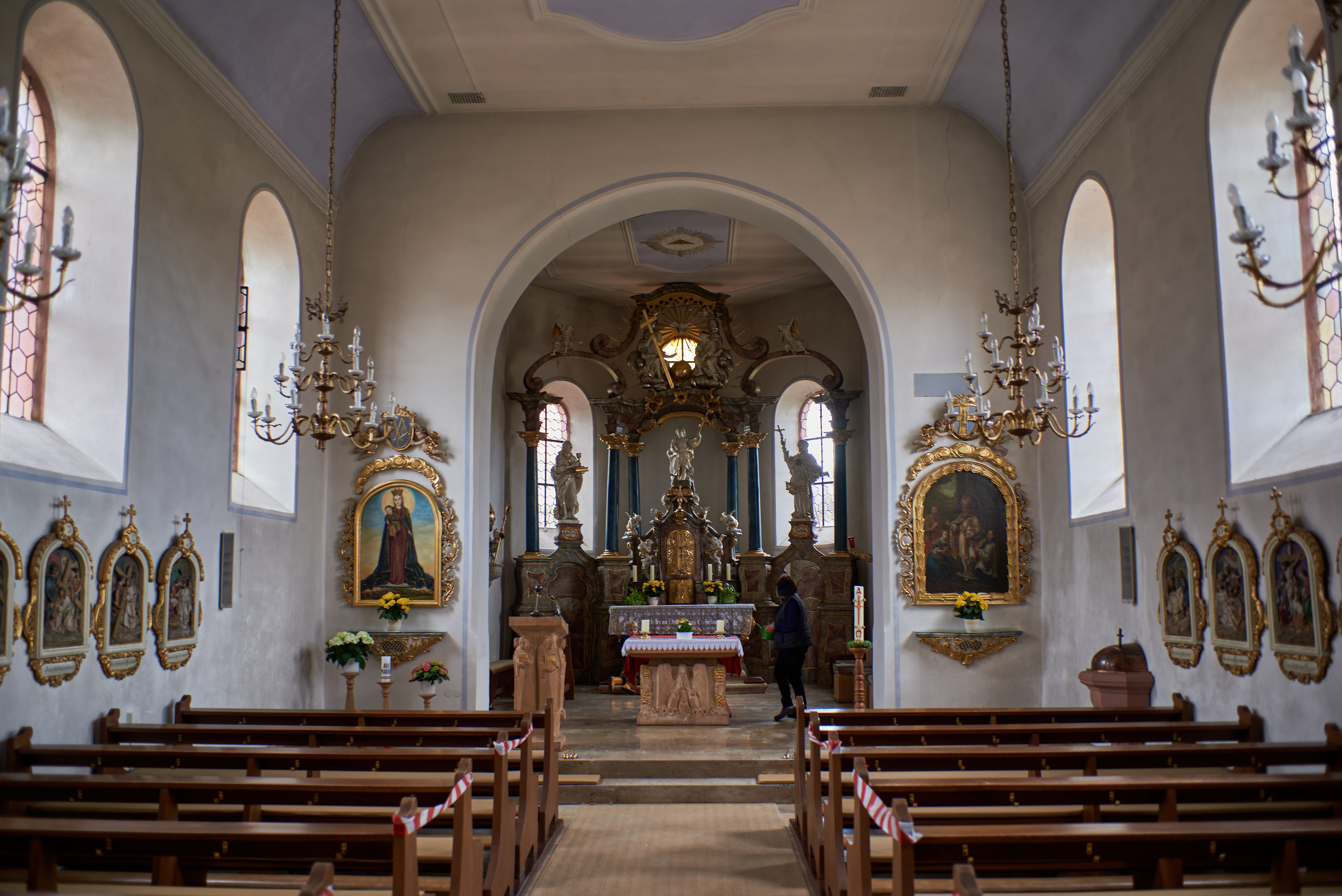
Blick in Richtung des Altarraumes

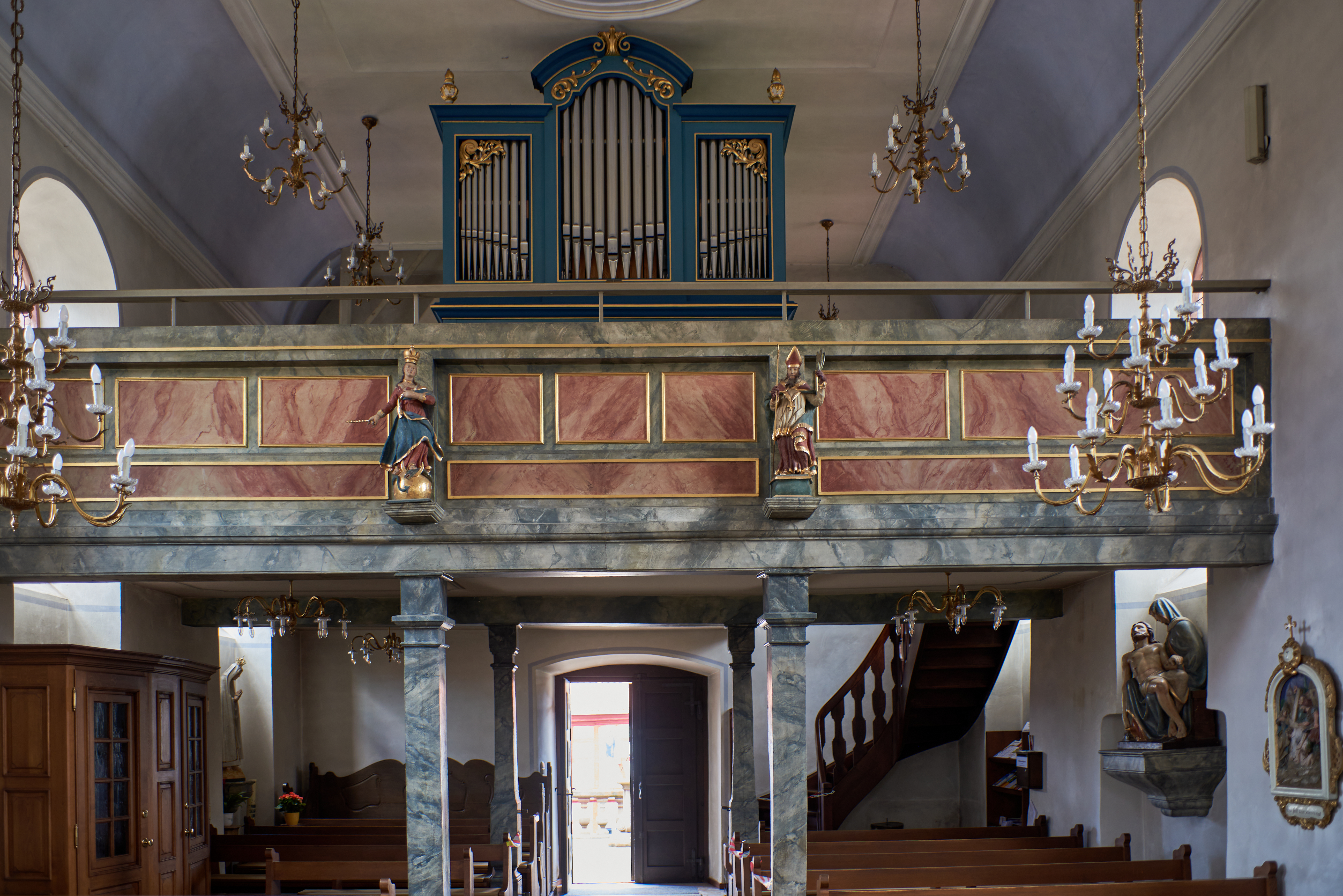
Empore mit Orgel

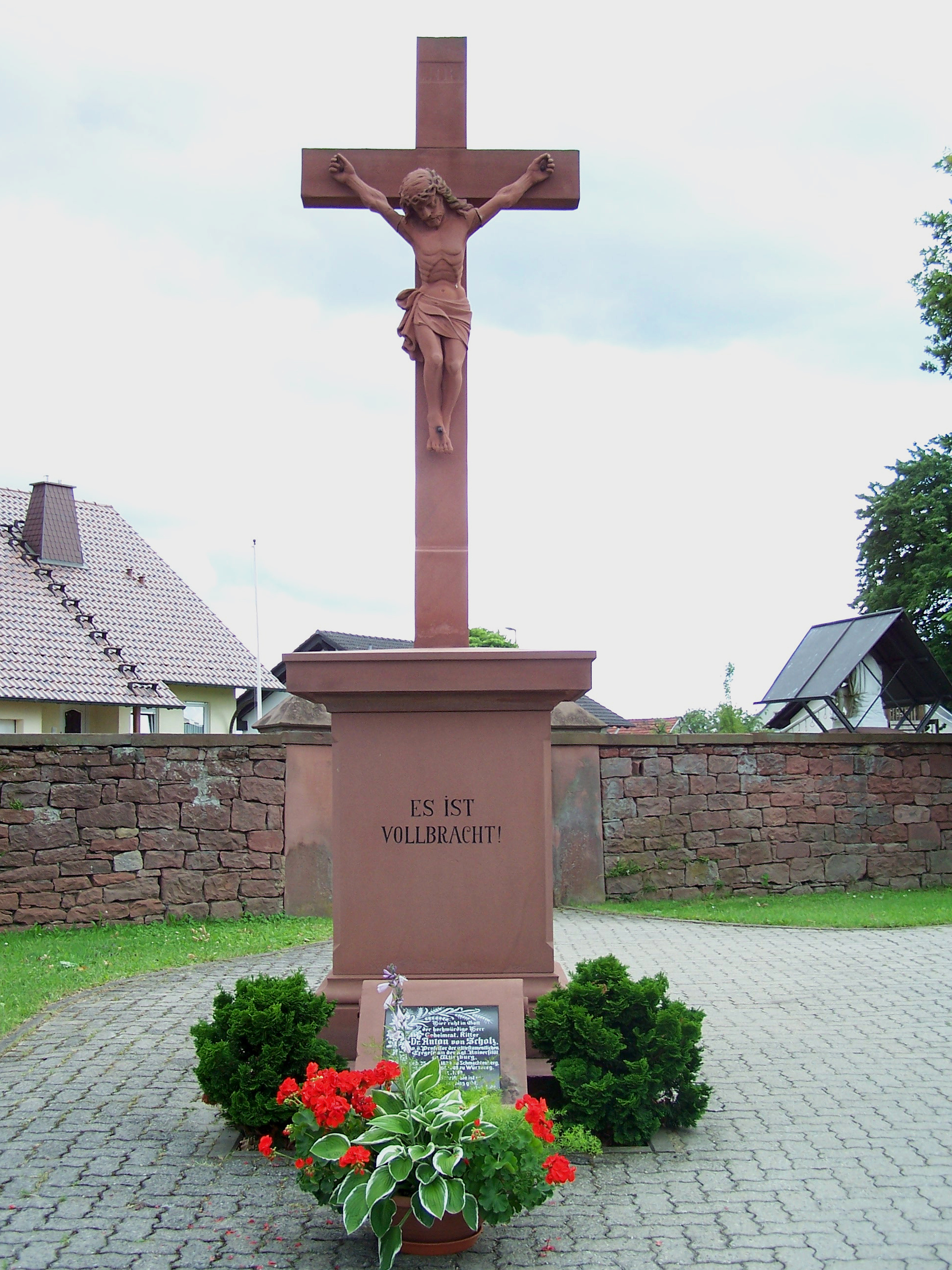
Grabdenkmal für Geheimrat Dr. Anton Ritter von Scholz auf dem Friedhof

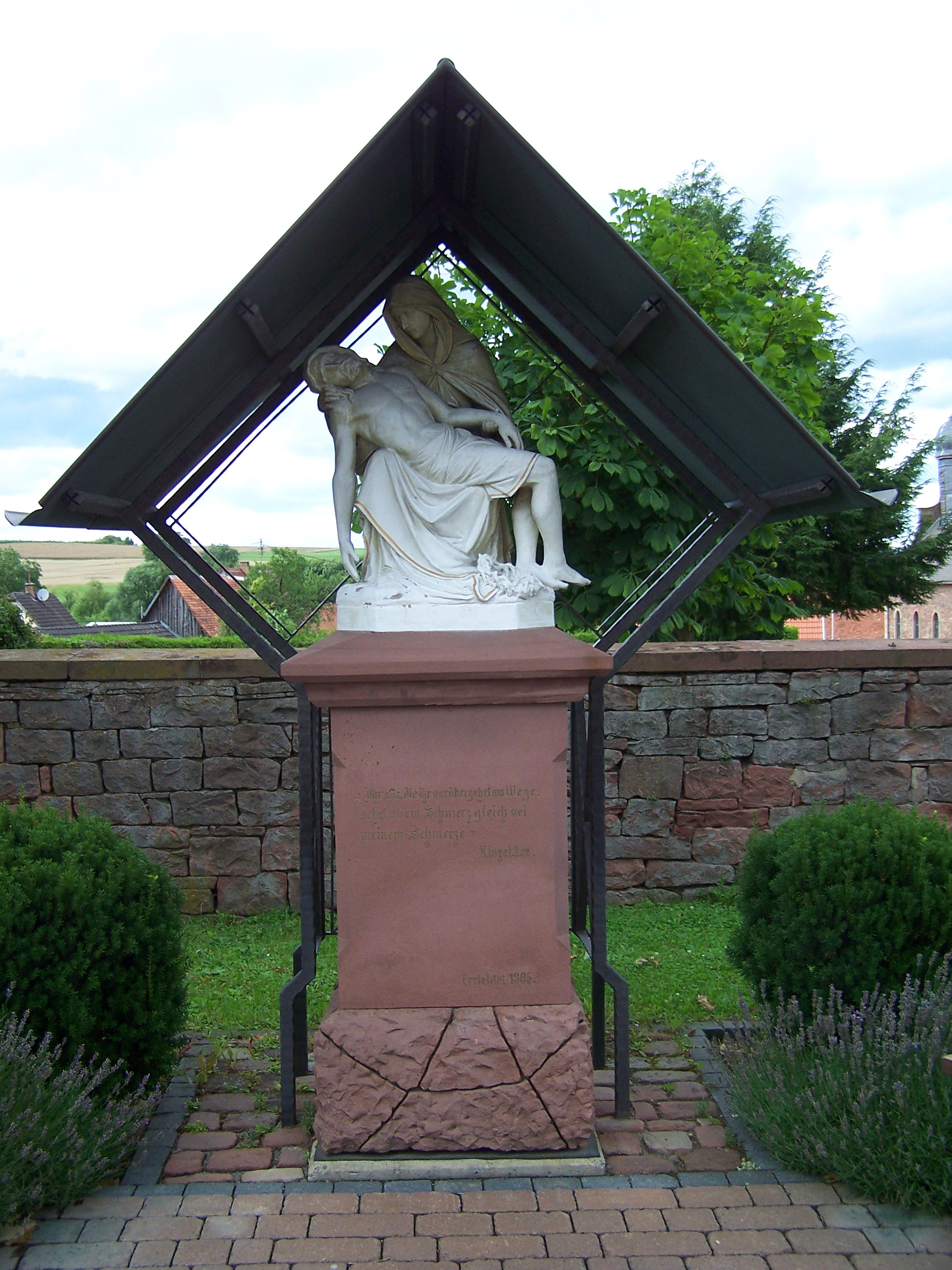
Bildstock von 1752 mit Pietà am südlichen Eingang des Friedhofs

1759 wurde in Schmachtenberg dann von dem Baumeister Johann Martin Schmitt aus Miltenberg mit dem Bau der heute noch bestehende Kirche begonnen und um sie herum ein neuer Friedhof angelegt. Der Baumeister koordinierte die Arbeiten von Maurern, Zimmerleuten und Dachdeckern. 1761 wurde die neue Kirche fertiggestellt, der erste Friedhof eingeebnet und der neue hinter der Kirche angelegt. Außerdem wurde die Marienkapelle von 1630 abgebrochen. 1866 wurde die Kirche um einen Chor erweitert. Erst 155 Jahre später durfte 1916 der erste Kaplan seinen Wohnsitz in Schmachtenberg in dem, von dem aus Schmachtenberg stammenden und auf dem Friedhof der Kirche begrabenen Theologieprofessor Geheimrat Dr. Anton Ritter von Scholz gestifteten, Pfarrhaus nehmen. Bis 1814 gehörte die Kirche zum Bistum Mainz. Im Juli 2011 feierte die Kirche in Schmachtenberg schließlich ihr 250-jähriges Bestehen.

## Heutige Situation
Die Kuratie ist heute Teil der Pfarreiengemeinschaft St. Wendelinus, zu der außerdem die Pfarreien St. Peter und Paul und St. Margareta in Röllbach und die Pfarrei St. Johannes der Täufer in Mönchberg gehören. Sie liegt im Bistum Würzburg.

## Architektur
Die Kirche hat eine einschiffige Bauform in einem schlichten Barockstil mit einer spitzgiebeligen Bauform. Auf dem Dachstuhl über dem Haupteingang thront ein Dachreiter, in dem sich die drei Glocken befinden. 1866 wurde die Kirche um den Chor erweitert, da sie vorher zu klein für die Gemeinde geworden war. 1869 wurde eine Turmuhr eingebaut.
Die zwei Inschriften über dem Hauptportal lautet auf Lateinisch: „PROPRIA FVNDATIONE FILIAE SCHMACHTENBERG“ und „AEDES DEO IOANNI BAPTISTAE AC EVANGELISTAE DECORATAE“ – „Wir haben mit eigenen Mitteln der Filiale Schmachtenberg diese Kirche Gott, Johannes dem Täufer und Johannes dem Evangelisten zu Ehren gebaut und geweiht“. Einzelne Buchstaben sind in Großbuchstaben hervorgehoben. Sie sind zugleich als römische Zahlen jeweils Teil eines Chronogramms: M=1000, D=500, C=100, L=50,V=5, I=1. Sie ergeben entschlüsselt in beiden Inschriften die Jahreszahl 1759 der Grundsteinlegung der Kirche.
1870 wurde eine Kirchenuhr in die Fassade oberhalb des Haupteingangs eingebaut.

## Einrichtung
Das Altarbild wurde von Johann Conrad Bechthold aus Aschaffenburg gemalt und zeigte eine Darstellung des Heiligen Valentins. Bis heute feiern die Schmachtenberger den Valentinstag am 14. Februar. Kurz nach der Einweihung wurden in der Kirche zwei Seitenaltäre aufgestellt. Die Inneneinrichtung wurde 1866 dem durch die Chorerweiterung neu geschaffenen Platz angepasst, unter anderem wurde die Empore erweitert. 1888 wurden die Altäre mit den Reliquien der Märtyrer Magnus, Aurelius und Adeodata konsekriert. Heute ist der Hauptaltar ohne Altarblatt. Es handelt sich um einen Hochaltar im Rokokostil mit vier glatten Säulen und je einem Durchgang auf beiden Seiten. Die Figuren stellen links St. Johannes den Evangelisten und rechts St. Johannes Nepomuk dar. Auf dem Tabernakel in der Mitte steht St. Johannes der Täufer. Der Altaraufsatz stellt die Heilige Dreifaltigkeit in einer Wolkenglorie dar. Das Bild über dem linken Seitenaltar stellt die Madonna dar. Es wurde 1949 von Johannes Pfürtner aus Münnerstadt gemalt. Das Bild über dem rechten Seitenaltar stellt den Heiligen Albinius dar, der eine Blinde heilt. Häufig wird diese Darstellung für den Heiligen Valentin gehalten. Vermutlich kam dieses Bild über die Pfarrei in Röllbach nach Schmachtenberg. Im Chor ist auf der linken Seite eine Büste des Heiligen Valentin zu sehen. An der Brüstung der Empore gegenüber befinden sich eine Muttergottes- und eine Bischofstatue.
In der Kirche befindet sich ein 1920 erworbener Kreuzweg des Künstlers Heinz Schiestl aus Würzburg. Die Kanzel aus dem späten 17. Jahrhundert besitzt einen polygonen Korpus, der durch Pilaster in einzelner Felder aufgeteilt ist. Auf dem Schalldeckel befindet sich eine Darstellung des Auges Gottes. Das Chorgestühl stammt aus der Zeit um 1759.

## Orgel
Erstmals wurde zwischen 1807 und 1819 eine Orgel eingebaut; sie war bis um die Wende zum 20. Jahrhundert in Betrieb. 1900 wurde eine neue Orgel von der Firma Steinmayer gekauft, die in dieser Form fast 100 Jahre in Betrieb war. Elektrischen Strom für den Betrieb des Blasebalgs gab es allerdings erst ab etwa 1920. 1972 wurde die Orgel nach hinten gesetzt, der Spieltisch an der Seite aufgestellt und der Elektromotor des Blasebalgs in das Gehäuse der Orgel versetzt. Diese Orgel besaß ein Manual und neun Register. 1994 wurde diese Orgel durch eine neue von dem Orgelbau-Meisterbetrieb Werner Mann aus Dorfprozelten ersetzt, die zwei Manuale und vierzehn Register besitzt. Der vorherige Orgelprospekt blieb erhalten.
| I Hauptwerk C–g3 |               |       |
| 1.               | Prinzipal     | 8′    |
| 2.               | Rohrflöte     | 8′    |
| 3.               | Octav         | 4′    |
| 4.               | Octav         | 2′    |
| 5.               | Mixtur III-IV | 1 ⁄3′ |

| II Brustwerk C–g3 |            |       |
| 06.               | Gedackt    | 8′    |
| 07.               | Salicional | 8′    |
| 08.               | Flöte      | 4′    |
| 09.               | Flageolet  | 2′    |
| 10.               | Cornet II  | 2 ⁄3′ |
| 11.               | Oboe       | 8′    |

| Pedalwerk C–f1 |            |     |
| 12.            | Subbaß     | 16′ |
| 13.            | Violon     | 08′ |
| 14.            | Octavflöte | 04′ |

## Glocken
1863 wurden zwei Glocken von der Firma Klaus aus Heidingsfeld geliefert (488 und 250 Pfund). 1903 wurden diese durch drei neue Glocken ersetzt (insgesamt 1940 Pfund). Im Ersten Weltkrieg wurden zwei Glocken nach Berlin abtransportiert um sie einzuschmelzen. Diese wurden 1922 wieder ersetzt aber im Zweiten Weltkrieg erneut eingeschmolzen. 1950 wurden dann von der Firma Junker in Brilon drei neue Glocken angefertigt, die Josefs-, die Marien- und die kleine Marienglocke.

## Die Fatimakapelle
Die nach der Marienerscheinung von Fátima benannte Kapelle wurde 1958 gebaut. Sie dient dem Gedenken an die Gefallenen der Gemeinde Schmachtenberg im Ersten und Zweiten Weltkrieg. Seit 1960 befindet sich oberhalb des Altars ein Madonnenrelief.